# Brachythecium calliergonoides
Brachythecium calliergonoides là một loài rêu trong họ Brachytheciaceae. Loài này được Broth. mô tả khoa học đầu tiên năm 1916.